# What We Become
What We Become (Originaltitel: Sorgenfri) ist ein dänischer Horror- und Zombiefilm aus dem Jahr 2015. Seine Premiere hatte der Film am 29. September 2015 auf dem Austin Fantastic Fest.

## Handlung
In der friedlichen Vorstadtidylle im dänischen Sorgenfri häufen sich seltsame Ereignisse. Ein Bewohner ist plötzlich verschwunden, Kranken- und Polizeiwagen fahren häufig durch die Straßen und in den Nachrichten wird von einer Infektionskrankheit gesprochen, die sich in einem Pflegeheim ausgebreitet hat. Zunächst machen sich Dino und Pernille mit ihren Kindern Gustav und Maj wenig Sorgen. Gustav hat gerade ein Auge auf die frisch eingezogene Nachbarstochter Sonja geworfen und Maj guckt Fernsehen und spielt mit ihrem Kaninchen. In den Medien spricht man davon, dass die Situation unter Kontrolle sei und bereits an einem Gegenmittel gearbeitet werde.
Die Situation spitzt sich allerdings zu, als Soldaten in das Viertel kommen und die einzelnen Wohnhäuser hermetisch abriegeln. Planen werden über die Fenster gezogen, die Bewohner auf Infektionen untersucht und sie bekommen Nahrung und Wasser rationiert, Gelegentliche Stromausfälle treten auf. Eines Nachts verlässt Gustav das Haus, um zu erfahren, was hier vor sich geht. In der Schule, die zu einem Krankenhaus umfunktioniert worden sei, werden Bewohner erschossen und wie Kadaver beseitigt. Er berichtet Dino davon und dass sie in den Nachrichten belogen werden. Sie nehmen Sonja und deren am Bein verletzte Mutter sowie ein befreundetes Pärchen bei sich auf. Sie müssen sich verbarrikadieren, da die Infizierten in die Häuser gelangen wollen. Das Militär hat das Viertel bereits verlassen.
Dino macht sich auf die Suche nach etwas Essbaren und stellt fest, dass eine Mauer um das Gebiet gezogen wurde. Maj hat das Haus verlassen, um ihr Kaninchen zu suchen, und wird von einer Infizierten gebissen, bevor Dino und die anderen die Angreiferin abwehren können. Zurück im Haus werden Sonjas Mutter und die Nachbarin getötet, da diese bereits infiziert waren und angriffen. Als Dino Maj wegen der bevorstehenden Verwandlung töten will, wird die hadernde Pernille von ihr gebissen. Von der Situation überwältigt, hält Dino sich den Lauf des Gewehrs unter das Kinn. Maj stürzt sich auf ihren Vater und beißt in seinen Hals.
In der letzten Szene rennen Gustav und Sonja durch einen Wald, in der Ferne sieht man hohe Rauchsäulen aufsteigen.

## Synchronisation
Die deutsche Synchronisation übernahm die RRP Media UG. Das Dialogbuch schrieb Ralf Pel, der auch die Dialogregie übernahm.
| Rolle                 | Darsteller        | Synchronsprecher  |
| --------------------- | ----------------- | ----------------- |
| Anna                  | Therese Damsgaard | Marieke Oeffinger |
| Casper                | Mikael Birkkjær   | Felix Spieß       |
| Dino                  | Troels Lyby       | Bernd Vollbrecht  |
| Gustav                | Benjamin Engell   | Marcel Mann       |
| Maj                   | Ella Solgaard     | Emilia Raschewski |
| Nachrichtensprecherin | Trine Sick        | Traudel Sperber   |
| Pernille              | Mille Dinesen     | Daniela Thuar     |
| Sonja                 | Marie Hammer Boda | Simone Jaeger     |

## Produktion
Der Originaltitel bezieht sich auf den Namen des Ortes Sorgenfri und bedeutet übersetzt ins Deutsche Sorgenfrei. Sorgenfri liegt im Großraum Kopenhagen (Storkøbenhavn) an der Sekundærrute 201.

## Rezeption

### Kritiken
Das Lexikon des internationalen Films schreibt über den Film: „Mit größtmöglichem Realismus in Szene gesetzter, psychologisch bemerkenswert durchstrukturierter Zombiefilm, der sich von leichter Beklemmung bis zu nackter Todesangst steigert und erst am Ende blutrünstige Fressorgien zeigt.“
Kritiker Oliver Armknecht gibt dem Film in seiner Besprechung auf film-rezensionen.de insgesamt 7 von 10 Punkten.

### Einspielergebnis
Der Film spielte weltweit ungefähr 40.000 US-Dollar ein.